# Ferdynand Grüning
Ferdynand Grüning, také známý jako Ferdynand Grining (6. srpna 1885–1886? Łódź – 16. srpna 1939?), byl polský sériový vrah a dětský násilník, který během meziválečného období v letech 1926 až 1938 zabil v Polsku tři děti. Za své zločiny byl odsouzen k trestu smrti, ale vzhledem k vypuknutí druhé světové války krátce poté není známo, zda byl tento rozsudek vykonán.